# Candemil e Gondar
Candemil e Gondar (oficialmente: União das Freguesias de Candemil e Gondar) é uma freguesia portuguesa do município de Vila Nova de Cerveira, com 10,82 km² de área e 313 habitantes (censo de 2021). A sua densidade populacional é 28,9 hab./km².

## História
Foi criada aquando da reorganização administrativa de 2013, resultando da agregação das antigas freguesias de Candemil e Gondar.

## Demografia
A população registada nos censos foi:
| Distribuição da População por Grupos Etários | Distribuição da População por Grupos Etários | Distribuição da População por Grupos Etários | Distribuição da População por Grupos Etários | Distribuição da População por Grupos Etários | Distribuição da População por Grupos Etários |
| -------------------------------------------- | -------------------------------------------- | -------------------------------------------- | -------------------------------------------- | -------------------------------------------- | -------------------------------------------- |
| Antes da agregação                           |                                              |                                              |                                              |                                              |                                              |
| Ano                                          | 0-14 anos                                    | 15-24 anos                                   | 25-64 anos                                   | >= 65 anos                                   | Total                                        |
| 2001                                         | 46                                           | 39                                           | 174                                          | 141                                          | 400                                          |
| 2011                                         | 29                                           | 32                                           | 167                                          | 131                                          | 359                                          |
| Após a agregação                             |                                              |                                              |                                              |                                              |                                              |
| Ano                                          | 0-14 anos                                    | 15-24 anos                                   | 25-64 anos                                   | >= 65 anos                                   | Total                                        |
| 2021                                         | 31                                           | 28                                           | 147                                          | 107                                          | 313                                          |